# 小行星2618
小行星2618（2618 Coonabarabran）是一颗绕太阳运转的小行星，为主小行星带小行星。该小行星于1979年6月25日发现。
該小行星以澳洲天文台所在地康納巴拉布蘭命名。

## 轨道参数
小行星2618的轨道半长轴为3.0256513 UA，离心率为0.114。
| 前一小行星： 小行星2617 | 小行星列表 | 後一小行星： 小行星2619 |